# Gabriela Sabatini
Gabriela Beatriz Sabatini (sinh ngày 16 tháng 5 năm 1970 tại Buenos Aires, Argentina) là cựu vận động viên quần vợt chuyên nghiệp của Argentina. Cô là một trong những nữ vận động viên hàng đầu trong thời kỳ cuối thập kỷ 1980 và đầu thập kỷ 1990. Cô giành ngôi vô địch đơn nữ tại giải quần vợt Mỹ mở rộng năm 1990, vô địch đôi nữ tại giải Wimbledon năm 1988, và một huy chương Bạc tại Thế vận hội Olympic 1988.

## Các trận chung kết Grand Slam đơn nữ

### Vô địch (1)
| Năm  | Giải đấu   | Đối thủ ở trận chung kết | Tỉ số    |
| 1990 | Mỹ mở rộng | Steffi Graf              | 6–2, 7–6 |

### Á quân (2)
| Năm  | Giải đấu   | Đối thủ ở trận chung kết | Tỉ số         |
| 1988 | Mỹ mở rộng | Steffi Graf              | 6–3, 3–6, 6–1 |
| 1991 | Wimbledon  | Steffi Graf              | 6–4, 3–6, 8–6 |

## Các chức vô địch WTA Tour đơn nữ
| Danh hiệu             |
| Grand Slam (1)        |
| WTA Championships (2) |
| Hạng 1 (6)            |
| Hạng 2 (10)           |
| Hạng 3 (2)            |
| Hạng 4 và 5 (1)       |
| Giải trẻ (5)          |

| Stt. | Ngày                 | Giải                            | Mặt sân   | Đối thủ ở trận chung kết  | Kết quả          |
| 1.   | 20 tháng 10 năm 1985 | Tokyo                           | Cứng      | Linda Gates               | 6–3, 6–4         |
| 2.   | 07 tháng 12 năm 1986 | Argentinian Open                | Đất nện   | Arantxa Sanchez Vicario   | 6–1, 6–1         |
| 3.   | 20 tháng 9, 1987     | Toray Pan Pacific Open          | Trải thảm | Manuela Maleeva-Fragniere | 6–4, 7–6(6)      |
| 4.   | 25 tháng 10 năm 1987 | Brighton                        | Trải thảm | Pam Shriver               | 7–5, 6–4         |
| 5.   | 06 tháng 12 năm 1987 | Argentinian Open (2)            | Đất nện   | Isabel Cueto              | 6–0, 6–2         |
| 6.   | 13 tháng 3, 1988     | Boca Raton, Florida             | Cứng      | Steffi Graf               | 2–6, 6–3, 6–1    |
| 7.   | 08 tháng 5, 1988     | Italian Open                    | Đất nện   | Helen Kelesi              | 6–1, 6–7(4), 6–1 |
| 8.   | 21 tháng 8, 1988     | Canadian Open                   | Cứng      | Natasha Zvereva           | 6–1, 6–2         |
| 9.   | 20 tháng 11 năm 1988 | Virginia Slims Championship     | Trải thảm | Pam Shriver               | 7–5, 6–3, 6–2    |
| 10.  | 02 tháng 4, 1989     | Miami                           | Cứng      | Chris Evert               | 6–1, 4–6, 6–2    |
| 11.  | 16 tháng 4, 1989     | Amelia Island, Florida          | Đất nện   | Steffi Graf               | 3–6, 6–3, 7–5    |
| 12.  | 14 tháng 5, 1989     | Italian Open, Rome (2)          | Đất nện   | Arantxa Sanchez-Vicario   | 6–2, 5–7, 6–4    |
| 13.  | 15 tháng 10 năm 1989 | Filderstadt                     | Trải thảm | Mary Joe Fernandez        | 7–6(5), 6–4      |
| 14.  | 11 tháng 3, 1990     | Boca Raton, Florida             | Cứng      | Jennifer Capriati         | 6–4, 7–5         |
| 15.  | 09 tháng 9, 1990     | Mỹ mở rộng                      | Cứng      | Steffi Graf               | 6–2, 7–6(4)      |
| 16.  | 03 tháng 2, 1991     | Toray Pan Pacific Open (2)      | Trải thảm | Martina Navratilova       | 2–6, 6–2, 6–4    |
| 17.  | 10 tháng 3, 1991     | Boca Raton, Florida (2)         | Cứng      | Steffi Graf               | 6–4, 7–6(6)      |
| 18.  | 07 tháng 4, 1991     | Hilton Head, South Carolina     | Đất nện   | Leila Meskhi              | 6–1, 6–1         |
| 19.  | 14 tháng 4, 1991     | Amelia Island, Florida (2)      | Đất nện   | Steffi Graf               | 7–5, 7–6(3)      |
| 20.  | 12 tháng 5, 1991     | Italian Open, Rome (3)          | Đất nện   | Monica Seles              | 6–3, 6–2         |
| 21.  | 12 tháng 1, 1992     | Sydney                          | Cứng      | Arantxa Sanchez-Vicario   | 6–1, 6–1         |
| 22.  | 02 tháng 2, 1992     | Toray Pan Pacific Open (3)      | Trải thảm | Martina Navratilova       | 6–2, 4–6, 6–2    |
| 23.  | 05 tháng 4, 1992     | Hilton Head, South Carolina (2) | Đất nện   | Conchita Martinez         | 6–1, 6–4         |
| 24.  | 12 tháng 4, 1992     | Amelia Island, Florida (3)      | Đất nện   | Steffi Graf               | 6–2, 1–6, 6–3    |
| 25.  | 10 tháng 5, 1992     | Italian Open (4)                | Đất nện   | Monica Seles              | 7–5, 6–4         |
| 26.  | 10 tháng 5, 1994     | Virginia Slims Championship (2) | Trải thảm | Lindsay Davenport         | 6–3, 6–2, 6–4    |
| 27.  | 15 tháng 1, 1995     | Sydney (2)                      | Cứng      | Lindsay Davenport         | 6–3, 6–4         |

## Tóm tắt thành tích thi đấu đơn ở các giải Grand Slam
| Giải đấu     | 1984 | 1985 | 1986 | 1987 | 1988 | 1989 | 1990 | 1991 | 1992 | 1993 | 1994 | 1995 | 1996 |
| ------------ | ---- | ---- | ---- | ---- | ---- | ---- | ---- | ---- | ---- | ---- | ---- | ---- | ---- |
| Úc mở rộng   | A    | A    | NH   | A    | A    | BK   | 3R   | TK   | BK   | BK   | BK   | 1R   | 4R   |
| Pháp mở rộng | A    | BK   | 4R   | BK   | BK   | 4R   | 4R   | BK   | BK   | TK   | 1R   | TK   | A    |
| Wimbledon    | A    | 3R   | BK   | TK   | 4R   | 2R   | BK   | CK   | SF   | TK   | 4R   | TK   | A    |
| Mỹ mở rộng   | 3R   | 1R   | 4R   | TK   | CK   | BK   | VĐ   | TK   | TK   | TK   | BK   | BK   | 3R   |

NH = Giải đấu không được tổ chức.
A = Không tham dự.